# Fernando I, Duque de Bragança
Fernando I, Duque de Bragança (1403 – Vila Viçosa, 1 de abril de 1478), foi um nobre português, segundo filho de Afonso I, Duque de Bragança e de Beatriz Pereira de Alvim. Era neto do rei D. João I, e sucedeu no ducado, com a morte de seu pai, em 1461.
Nas partilhas do enorme património de seu avô, D. Nuno Álvares Pereira, pelos netos, coube-lhe o condado de Arraiolos. Viria posteriormente a receber os títulos de conde de Barcelos, conde de Neiva, fronteiro-mor do Reino, tendo ainda sido feito por Afonso V, Marquês de Vila Viçosa em 1455. Tomou parte na expedição de Tânger, sendo mais tarde governador de Ceuta por duas vezes.
Acompanhou D. Afonso V em expedições ao norte de África, e com tanto galhardia, que o soberano lhe fez a graça de elevar Bragança à categoria de cidade. Por esse motivo, a cidade de Bragança erigiu-lhe uma estátua. Sendo apenas Duque duma vila, em oposição aos restantes Duques, que o eram de cidades, solicitou também por essa razão ao Rei a elevação de Bragança a cidade, o que o Rei consentiu. Foi Regente do reino em 1471, quando o rei partiu para a conquista de Arzila.

## Casamento e descendência
Casou em 28 de dezembro de 1429 com D. Joana de Castro, 3.ª Senhora de Cadaval e Peral, filha de D. João de Castro, 2.º Senhor de Cadaval e Peral, e de sua mulher Leonor de Acuña y Girón. Deste casamento nasceram: 
- D. Fernando II, 3.º duque de Bragança (c. 1430 – 1483), sucedeu a seu pai na chefia da Casa de Bragança;
- D. Isabel (c. 1432 – d. 1479). Em 22 de Dezembro de 1478 seu irmão, D. Fernando II, doou-lhe a Quinta de Andaluces, perto de Lisboa, e em 8 de Novembro de 1479 essa doação foi alvo de confirmação régia[1];
- D. João, 1.º marquês de Montemor-o-Novo (c. 1432 – 1484). Casou (1460) com D. Isabel Henriques de Noronha e não deixou descendência;
- D. Beatriz (1434 – 1491)[2], Marquesa de Vila Real pelo casamento com D. Pedro de Menezes;
- D. Afonso, 1.º conde de Faro e 2.º conde de Odemira jure uxoris (c. 1435 – 1483). Casou (a.1465) com D. Maria de Noronha, 2.ª condessa de Odemira;
- D. Álvaro (c. 1440–1504), 4.º Senhor de Cadaval e Peral, 1.º Senhor de Tentúgal, Póvoa e Buarcos, 5.º Senhor de Ferreira de Aves jure uxoris, 4.º Senhor de Arega jure uxoris e 2.º Senhor da Quinta de Água de Peixes jure uxoris. Casou (1479) com D. Filipa de Melo (m.1516), senhora de Ferreira;
- D. Catarina (c.1442 – d.1471[3]). O seu casamento foi acordado com o 3.º conde de Marialva, D. João Coutinho, morto em Arzila (1471) antes da celebração do casamento[4];
- D. António (1444–?)[3], morto na infância;
- D. Guiomar (1444–1517)[5], Condessa de Viana (do Alentejo), Condessa de Viana (da Foz do Lima), Condessa de Valença e Condessa de Loulé pelo casamento com D. Henrique de Meneses.